# Frusta (strumento musicale)
La frusta, anche conosciuta come bataccio o batacchio, è uno strumento a percussione idiofono costituito da due assicelle di legno lunghe 30–40 cm e larghe 5–10 cm, munite a un'estremità da una cerniera. Percuotendo tra loro queste due assicelle si produce uno schiocco secco e sonoro, proprio come quello di una vera frusta, da cui il nome dello strumento.
Esistono modelli con due impugnature o ad impugnatura singola. I primi hanno un suono molto potente: i secondi possono essere suonati con una mano sola, ma sono meno sonori e precisi. Per permettere il funzionamento delle fruste ad impugnatura singola (chiamate in inglese slapstick), le assicelle sono tenute a distanza da una molla.
Il batacchio è stato uno tra i primi e più popolari effetti speciali teatrali, essendo molto sonoro, robusto, economico, facile da costruire e da usare; è molto usato nella commedia dell'arte, in particolare viene utilizzato in scena da Arlecchino.
Dal suo nome inglese, slap stick, deriva il nome del genere cinematografico slapstick.

## Repertorio
- Carl Maria von Weber, Il franco cacciatore
- Jacques Offenbach, Orfeo all'inferno
- Pietro Mascagni, Cavalleria rusticana
- Gustav Mahler, Quinta e Sesta sinfonia ("Holzklapper")
- Maurice Ravel, L'heure espagnole, L'Enfant et les sortilèges, Concerto in Sol
- Dmitrij Dmitrievič Šostakovič, Sinfonia n. 14 ("Flagello")
- Leonard Bernstein, West Side Story ("Slapstick")
- Aaron Copland, Three latin-American sketches ("Slapstick")
- Edgard Varèse, Ionisation
- Benjamin Britten,  The Young Person's Guide to the Orchestra